# Prélude, Arioso et Fughette
Prélude, Arioso et Fughette sur le nom de Bach est une composition pour piano d'Arthur Honegger composée en 1932. Elle sera transcrite pour orchestre à cordes par Arthur Hoérée en 1936.

## Structure
1. Prélude
2. Arioso
3. Fughette

## Analyse
L'Arioso est une superposition d'un cantus firmus harmonisé et d'une cantilène. La Fughette est une invention à deux voix sur un ton allègre avec une conclusion sur un accord de si majeur rayonnant.

## Source
- François-René Tranchefort, guide de la musique classique, éd. Fayard 1987 p.418